# Jack Higgins
Jack Higgins (Newcastle upon Tyne, 27 luglio 1929 – Baliato di Jersey, 9 aprile 2022) è stato uno scrittore britannico.
Higgins, pseudonimo di Harry Patterson, è stato soldato ed insegnante prima di dedicarsi alla letteratura a tempo pieno, anche con i nomi di Martin Fallon, James Graham e Hugh Marlowe.
Il suo romanzo del 1975 La notte dell'aquila è divenuto un best seller internazionale, facendo diventare Higgins un autore tradotto in più di cinquanta lingue: i suoi romanzi hanno venduto più di 250 milioni di copie nel mondo.

## Opere

### Col nome Jack Higgins

#### Serie "Liam Devlin"
1. 1975 - La notte dell'aquila (The Eagle Has Landed), Arnoldo Mondadori Editore 1976
2. 1982 - Il tocco del diavolo (Touch the Devil), Arnoldo Mondadori Editore 1985
3. 1985 - Confessionale (Confessional), Sperling & Kupfer 1988
4. 1990 - Il ritorno dell'aquila (The Eagle Has Flown), Sperling & Kupfer 1996

#### Serie "Dougal Munro & Jack Carter"
1. 1986 - La notte della volpe (Night of the Fox), Sperling & Kupfer 1989
2. 1989 - Il nido del falco (Cold Harbour), Sperling & Kupfer 1995
edito con il titolo "Doppio Gioco a Cold Harbour" da Selezione Della Narrativa Mondiale
3. 1998 - Il volo delle aquile (Flight of Eagles), Sperling & Kupfer 1999

#### Serie "Sean Dillon"
1. 1992 - L'occhio del ciclone (Eye of the Storm, o Midnight Man), Sperling & Kupfer 1994
2. 1993 - Nel cuore dell'uragano (Thunder Point), Sperling & Kupfer 1995
3. 1994 - Nel covo dei serpenti (On Dangerous Ground), Sperling & Kupfer 1996
4. 1995 - L'angelo del destino (Angel of Death), Sperling & Kupfer 1997
5. 1996 - Patto diabolico (Drink with the Devil), Sperling & Kupfer 1998
6. 1997 - Attacco al presidente (The President's Daughter), Sperling & Kupfer 2001
7. 1998 - L'infiltrato (The White House Connection), Sperling & Kupfer 2003
8. 2000 - Atto finale (Day of Reckoning), Sperling & Kupfer 2005
9. 2001 - Vendetta privata (Edge of Danger), Sperling & Kupfer 2002
10. 2002 - L'ultima sfida (Midnight Runner), Sperling & Kupfer 2004
11. 2003 - L'eredità del Fuhrer (Bad Company), Sperling & Kupfer 2007
12. 2004 - L'ira di Allah (Dark Justice), Sperling & Kupfer 2006
13. 2005 - Without Mercy
14. 2007 - The Killing Ground
15. 2008 - Rough Justice

#### Altri romanzi
- 1968 - A est di desolation (East of Desolation), Arnoldo Mondadori Editore 1979
- 1971 - The Last Place God Made
- 1972 - I giorni dell'I.R.A. (The Savage Day), Segretissimo n. 492 (1973)
- 1973 - Pietà per chi muore (A Prayer fot the Dying), Arnoldo Mondadori Editore 1975
e con il titolo "Una preghiera per morire" da Sperling & Kupfer 1987
- 1976 - Avviso di tempesta (Storm Warning), Arnoldo Mondadori Editore 1977
- 1977 - Scambio Valhalla (The Valhalla Exchange), Sonzogno 1979
- 1980 - A solo (Solo o The Cretan Lover), Sperling & Kupfer 1980
- 1981 - Operazione Braccio destro - Sicilia 1943 (Luciano's Luck), Vallardi 1982
- 1983 - La spia di vetro (Exocet), Arnoldo Mondadori Editore 1987
- 1988 - Viaggio all'inferno (A Season in Hell), Sperling & Kupfer 1990
- 1989 - Memorie di un aspirante rubacuori (Memoirs of a Dance Hall Romeo), Sperling & Kupfer 1990

### Col nome Martin Fallon

#### Serie "Paul Chavasse"
1. 1962 - Amburgo, si salvi chi può (The Testament of Caspar Schultz, o The Bormann Testament), Segretissimo n. 64 (1964)
2. 1963 - Paul Chavasse, operazione ricupero (Year of the Tiger), Segretissimo n. 136 (1966)
ristampato con il titolo "L'anno della tigre" per la Sperling & Kupfer 2000
3. 1965 - La Madonna nera (The Keys of Hell), Longanesi 1967
4. 1966 - Paul Chavasse, idoneo a uccidere (Midnight Never Comes), Segretissimo n. 176 1967
5. 1967 - Dalla parte buia della strada (The Dark Side of the Street), Segretissimo n. 220 (1968)
6. 1969 - Una bella notte per morire (A Fine Night for Dying), Segretissimo n. 860 (1980)
7. 1978 - Il giorno del giudizio (Day of Judgement), Arnoldo Mondadori Editore 1979

### Col nome Harry Patterson

#### Serie "Nick Miller"
1. 1965 - The Graveyard Shift
2. 1967 - Inutile morte da vendicare (Brought in Dead), I gialli Longanesi n. 10 (1971)
3. 1968 - Ammazzando sotto la pioggia (Hell Is Always Today), Il Giallo Mondadori n. 1086 (1969)

#### Altri romanzi
- 1966 - La tigre di ferro (The Iron Tiger), Carroccio 1966

### Col nome Hugh Marlowe
- 1963 - Seven Pillars to Hell o Sheba
- 1964 - Passage By Night
- 1966 - A Candle for the Dead o The Violent Enemy

### Col nome James Graham
- 1970 - A Game for Heroes
- 1971 - The Wrath of God
- 1972 - The Khufra Run
- 1974 - The Run to Morning o Bloody Passage

## Filmografia
- 1967 - The Violent Enemy - dal romanzo omonimo
- 1972 - La collera di Dio (The Wrath of God) - dal romanzo omonimo
- 1976 - La notte dell'aquila (The Eagle Has Landed) - dal romanzo omonimo
- 1984 - Caccia al re (To Catch a King) - Film TV da un suo racconto
- 1987 - Una preghiera per morire (A Prayer for the Dying) - dal romanzo omonimo
- 1989 - Confessional - dal romanzo "Confessionale"
- 1990 - La notte dei generali (Night of the Fox) - dal romanzo "La notte della volpe"
- 1995 - Midnight Man - Film TV tratto dal romanzo "L'occhio del ciclone"
- 1996 - Windsor Protocol - Film TV tratto da un suo racconto
- 1996 - Il patto segreto (On Dangerous Ground) - Film TV tratto dal romanzo "Nel covo dei serpenti"
- 1998 - Thunder Point - Film TV tratto dal romanzo "Nel cuore dell'uragano"